# Itō Keisuke
Itō Keisuke (伊藤圭介, 18 février 1803 - 20 janvier 1901) est un médecin et un biologiste japonais, né à Nagoya. Il étudie les sciences occidentales auprès de Philipp Franz von Siebold dans les années 1820.
En tant que docteur, Ito a créé un vaccin contre la variole. Il a également étudié la flore et la faune japonaises avec Philipp Franz von Siebold, l'auteur de Fauna Japonica et Flora Japonica. Le Rhododendron Keiskei a été nommé en son honneur.
Ito devient professeur à l'université de Tokyo en 1888. Il est anobli du titre de baron (danshaku).
Il est décédé en 1901.

## Œuvre
- (ja) Itō Keisuke, Taisei honzou meiso (泰西本草名疏),‎ 1829 (lire en ligne).

## Source
- (en) Cet article est partiellement ou en totalité issu de l’article de Wikipédia en anglais intitulé « Keisuke Ito » (voir la liste des auteurs).